# Dallara F3 2019
La Dallara F3 2019 è un'auto da corsa a ruote scoperte sviluppata dalla casa automobilistica italiana Dallara per il nuovo Campionato FIA di Formula 3, una serie propedeutica della Formula 1. La Dallara F3 2019 è stata svelata nel fine settimana dell'ultimo round della GP3 Series sul Circuito di Yas Marina.

## Telaio

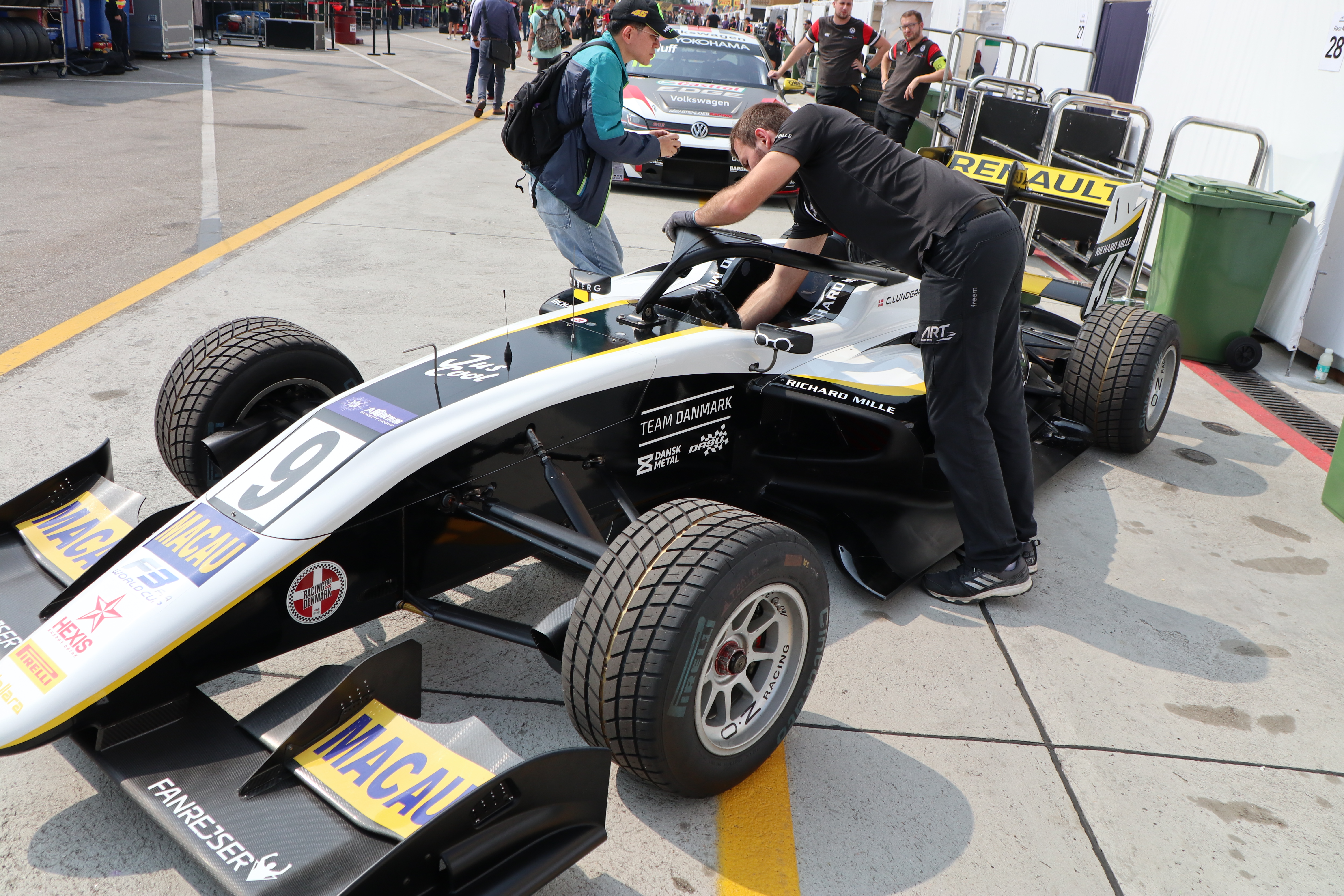
Dallara F3 2019

Il telaio è in gran parte identico al telaio della Dallara GP3/16.
Il telaio è inoltre dotato del dispositivo di protezione della cabina di pilotaggio (halo), progettato per proteggere la testa del pilota in caso di incidente.
L'ala posteriore della Dallara F3 2019 ha il DRAG Reduction Systems (DRS) per aiutare il pilota in manovra di sorpasso.

## Motore
Il motore, sviluppato da Mecachrome da 3,4 L (207 cu in) V6 aspirato, ha una potenza di 380 cv.